# ヒムサーガル急行
ヒムサーガル急行（英語: Himsagar Express、ヒンディー語: हिमसागर एक्सप्रेस）は、インド鉄道が運行する急行列車の1つ。インドを南北に縦断する長距離列車である。

## 概要
1984年10月3日から営業運転を開始した急行列車で、2023年時点のインドの列車で3番目に長い距離を走る。インド北部のカトラに位置するシュリ・マタ・ヴァイシュノ・デヴィ・カトラ駅から、首都のデリーなど各都市のターミナル駅を経由し、南部のカンニヤークマリにあるカンニヤークマリ・ターミナス駅の間を結ぶ。所要時間や経路は方面によって異なり、毎週月曜日にシュリ・マタ・ヴァイシュノ・デヴィ・カトラ駅を出発する列車（16318列車）は総延長3,787 kmの区間を71時間50分かけて結ぶ一方、毎週金曜日にカンニヤークマリ・ターミナス駅を出発する列車（16317列車）は総延長3,789 kmで所要時間も68時間20分と短く、停車駅も少ない。
車両は2022年12月以降、従来の客車から安全性や高速性、快適性を向上させたLHB客車が用いられている。編成は20両編成で、以下の車種で構成される。
- 冷房2段寝台車（Second AC、2AC）：2両
- 冷房3段寝台車（Third AC、3AC）：6両
- 改良型冷房3段寝台車（M1）：1両[6]
- 非冷房3段寝台車（Sleeper Class、SL）：6両
- 非冷房座席車（General Seating：GS）：2両
- 厨房車（Pantry Car）：1両
- 座席・荷物合造車（Seating and Luggage Rake、SLR）：1両[7]
- 電源車（End-On-Generation rake、EOG）：1両